# Live at the Fillmore 1968
Live at the Fillmore 1968 je dvojni album v živo skupine Santana, ki je izšel leta 1997. Skladbe z albuma so bile posnete v Fillmore Westu od 19. do 22. decembra. Zasedbo Santane so tedaj sestavljali Carlos Santana, Gregg Rolie, David Brown, Marcus Malone in Bob Livingstone. Tako Malone kot Livingstone, sta skupino zapustila pred izidom debitantskega albuma, Santana, nadomestili pa so ju Michael Carabello, José "Chepito" Areas in Michael Shrieve.

## Seznam skladb
| Disk 1 | Disk 1                      | Disk 1                             | Disk 1  |
| Št.    | Naslov                      | Pisec                              | Dolžina |
| ------ | --------------------------- | ---------------------------------- | ------- |
| 1.     | „Jingo‟                     | Babatunde Olatunji                 | 9:38    |
| 2.     | „Persuasion‟                | Gregg Rolie                        | 7:06    |
| 3.     | „Treat‟                     | Carlos Santana, Rolie, David Brown | 9:37    |
| 4.     | „Chunk a Funk‟              | Santana, Rolie                     | 5:58    |
| 5.     | „Fried Neckbones‟           | Willie Bobo, Melvin Lastie         | 10:10   |
| 6.     | „Conquistadore Rides Again‟ | Chico Hamilton                     | 8:40    |

| Disk 2          | Disk 2                       | Disk 2                               | Disk 2  |
| Št.             | Naslov                       | Pisec                                | Dolžina |
| --------------- | ---------------------------- | ------------------------------------ | ------- |
| 1.              | „Soul Sacrifice‟             | Santana, Rolie, Marcus Malone, Brown | 14:30   |
| 2.              | „As the Years Go Passing By‟ | Deadric Malone                       | 7:49    |
| 3.              | „Freeway‟                    | Santana, Rolie                       | 30:15   |
| Skupna dolžina: | Skupna dolžina:              | Skupna dolžina:                      | 103:40  |

## Zasedba
- Carlos Santana – kitara, vokali
- Gregg Rolie – orgle, klavir, vokali
- David Brown – bas kitara
- Bob "Doc" Livingston – bobni
- Marcus Malone – konge